# Beyren (Luksemburg)
Beyren – wieś (Uertschaft) we wschodnim Luksemburgu, w kantonie Grevenmacher, w gminie Flaxweiler. Do 3 października 2015 miejscowość leżała w dystrykcie Grevenmacher. Liczy 413 mieszkańców (1 stycznia 2023).